# Brasseries de Bourbon

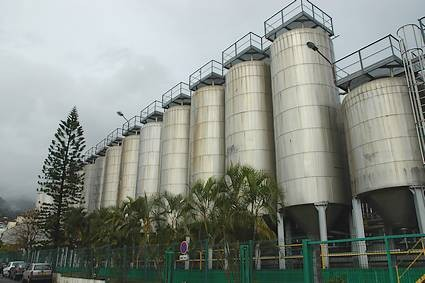
Cervejaria da Brasserie de Bourbon

A Brasseries de Bourbon é o único grande produtor de cerveja na ilha de Reunião, um departamento ultramarino francês no Oceano Índico anteriormente conhecido como ilha Bourbon.
A empresa foi fundada em 1962. O primeiro produto da Brasseries, e de longe agora seu produto mais vendidos e amplamente conhecido, é a Dodo, batizada em homenagem ao dodô, um pássaro extinto da ilha Maurício. Esta cerveja é amplamente conhecida por causa da sua logomarca exibindo um dodô sorrindo, e pelo slogan La dodo lé la (em tradução livre: "o dodô está aqui!"), ambos exibidos em pinturas de murais coloridos em lojas.